# Royerella cularensis
Royerella cularensis es una especie de escarabajos del género Royerella, familia Leiodidae. Fue descrita por René Gabriel Jeannel en 1952. Se encuentra en Francia.